# Râul Căldarea
Râul Căldarea este un curs de apă, afluent al râului Drahura. 

## Hărți
- Harta Parcului Vânători-Neamț